# Абдул-Вахід Азіз
Абдул-Вахід Азіз (1931 — 1982) — ірацький важкоатлет.
Бронзовий призер Олімпійських Ігор 1960 року в категорії до 67,5 кг.
Бронзовий призер Чемпіонату світу 1959 року в категорії до 67,5 кг.